# ISO 1724

Belegungsgrafik einer Anhängerkupplung mit Klemmenbezeichnung nach DIN 72552

Belegungsplan und Farbzuordnung

Die ISO-Norm ISO 1724 „Straßenfahrzeuge – Steckvorrichtungen für die elektrische Verbindung von Zugfahrzeugen und Anhängefahrzeugen – 7-polige Steckvorrichtung Typ 12 N (normal) für Fahrzeuge mit 12 V Nennspannung“ beschreibt die technischen Spezifikation für 7-polige Steckverbindungen für Anhängersteckdosen, als Bestandteil von Anhängerkupplungen.

## Andere Ausführungen
Davon abzugrenzen sind der aktuell europaweit übliche 13-polige Stecker nach ISO 11446 sowie die weißen, 7-poligen Anhängerstecker nach ISO 3732 für die Bereitstellung zusätzlicher Kontakte wie Dauerplus, geschaltetes Plus und Rückfahrscheinwerfer.

## Anschluss
Die Stecker sind nach einer vordefinierten Nummerierung bzw. nach der zugeteilten Funktion anzuschließen. Die Ziffern sind wie in einem runden Stecker angeordnet.
Die Kabelfarben sind informativ, nicht verbindlich.
Nur die Nummerierung legt die Funktion eindeutig fest.
Meist sind die Nummern auf oder im Stecker- und Steckdosengehäuse in Kontaktnähe aufgedruckt, bei qualitativ besseren vertieft oder erhaben angebracht.
| Anschluss | Farbe der Isolation (Informativ) | Belegung seit 1991                                                                   | Belegung bis 1990                                                                    | Klemmenbezeichnung nach DIN 72552 | Lampenleistung und Art (Informativ)                                                        |
| --------- | -------------------------------- | ------------------------------------------------------------------------------------ | ------------------------------------------------------------------------------------ | --------------------------------- | ------------------------------------------------------------------------------------------ |
| 1         | gelb                             | Blinker links                                                                        | Blinker links                                                                        | L                                 | 21 Watt                                                                                    |
| 2         | blau                             | zwingend Nebelschlussleuchte                                                         | nicht belegt oder Dauerplus. Kein Bestandsschutz!                                    | seit 1991 nur 54g oder NS         | 21 Watt                                                                                    |
| 3         | weiß                             | Masse                                                                                | Masse                                                                                | 31                                | Summe aller Lampenleistungen                                                               |
| 4         | grün                             | Blinker rechts                                                                       | Blinker rechts                                                                       | R                                 | 21 Watt                                                                                    |
| 5         | braun                            | rechtes Schlusslicht, rechte Kennzeichenleuchte                                      | rechtes Schlusslicht, rechte Kennzeichenleuchte                                      | 58R                               | 5W oder 10W, rechte Umriss- und Begrenzungsleuchten (meist 3 oder 5 Watt, selten auch LED) |
| 6         | rot                              | Bremslicht                                                                           | Bremslicht                                                                           | 54                                | 2× 21 Watt                                                                                 |
| 7         | schwarz                          | linkes Schlusslicht, linke Umriss- und Begrenzungsleuchten, linke Kennzeichenleuchte | linkes Schlusslicht, linke Umriss- und Begrenzungsleuchten, linke Kennzeichenleuchte | 58L                               | 5W oder 10W, rechte Umriss- und Begrenzungsleuchten (meist 3 oder 5 Watt, selten auch LED) |

## Gültige Norm
Die zurzeit gültige Ausgabe der Norm hat das Ausgabedatum November 2003. Frühere Ausgaben waren aus den Jahren 1980 und 1997. Eine nationale Übernahme als DIN-Norm liegt nicht vor.
Seit dem 30. Januar 2011 müssen alle neu oder wieder zugelassene Anhänger mit einem zulässigen Gesamtgewicht von mehr als 750 kg (EG-Fahrzeugklasse O2 oder höher) über ein funktionsfähiges Rückfahrlicht verfügen. Der dafür nötige Kontakt kann durch die 7-polige Steckverbindung nach ISO 1724 nicht bereitgestellt werden.
Damit muss zwingend eine weitere Steckverbindung nach ISO 3732 oder eine 13-polige nach ISO 11446 verbaut sein.